# 9584 Лоухгайм
9584 Лоухгайм (9584 Louchheim) — астероїд головного поясу, відкритий 25 липня 1990 року.
Тіссеранів параметр щодо Юпітера — 3,468.